# 杰克·莫兰
杰克·韦德·莫兰（英語：Jack Wade Moreland，1938年3月11日—1971年12月19日），美国NBA联盟前职业篮球运动员。他在1960年的NBA选秀中第1轮第4顺位被底特律活塞选中。